# Ján Greguš a Yvette
Ján Greguš a Yvette je název slovenského hudebního alba, které vydal Ján Greguš společně se svou dcerou Ivetou Gregušovou. Album vyšlo v roce 2001.

## Seznam skladeb
1. "Láskou dýcha zem" (h:Pavel Šindler / t:Ján Greguš) - 3:44
2. "L´amore é Dio" (h:Ján Greguš / t:Gustáv Hupka) - 3:48
3. "Nádherné dieťa Vianoc" (h:Migliacci Fontana / t:Ján Greguš) - 3:06
4. "Otváram víno" (h:Borivoj Medelský / t:Ján Greguš) - 3:25
5. "Slovensko plné krás" (h:Peter Hanzely / t:Ján Greguš) - 3:19
6. "Slnko z tvojich očí" (h:Ján Greguš / t:Ján Greguš) - 3:20
7. "Koľko je ciest" (h:Ján Greguš / t:Pavel Gábriš) - 3:28
8. "Zvoňte zvony" (h:Ján Greguš / t:Gustáv Hupka) - 3:34
9. "Ocko môj" (h:Ján Greguš a Borivoj Medelský / t:Ján Greguš) - 2:50
10. "Super nápad" (h:Ján Greguš / t:Ján Greguš) - 2:26
11. "Srdce ako dar" (h:Ali Brezovský / t: Vlasta Brezovská) - 3:22
12. "Daj Boh šťastia tejto zemi" (slov. ľudová / Viliam J. Gruska) - 3:22
13. "Nový život nádejí" (h:Ján Greguš / t:Ján Greguš) - 3:45
14. "Cesta daždivým ránom" (h:Garry Cowton / t:Alojz Čobej) - 3:45
15. "Priateľ" (h:Ali Brezovský / t:Ľuboš Zeman) - 3:06
16. "Tak plač" (h:Ali Brezovský / t:Ľuboš Zeman) - 3:33
17. "90 zápaliek" (h:Ivan Horváth / t:Ľuboš Zeman) - 2:54

## Další informace
- Zpěv: Ján Greguš (1-8,10-17). Yvette Gregušová (8,9), Ľudovít Nosko (15)
- Aranžmá: Pavel Šindler -klávesy, programovanie (1,4,13),
- Tomáš Rédey – klávesy, programovanie (2,7,8,17), kytary (2,7,8,11,15,16,17), vokál (11)
- Pavel Zajáček – klávesy, programovanie (3,5,6,9,10,14)
- Marián Zajáček – bicí (3,5,6,9,10,14)
- Jiří Vana – kytary (3,14)
- skupina ABS (11,15,16)
- OĽUN pod vedením Miroslava Dudíka (12), skupina Trend (3,14)
- Pavel Gábriš-recitatív (7), Gustáv Hupka-recitatív (8)
- Vydal: RB, Rádio Bratislava 2001.